# عنصرية مؤسساتية
العنصرية المؤسساتية Institutional racism (المعروفة أيضًا بالعنصرية النظامية systemic racism) شكل من أشكال العنصرية التي تتجلى في ممارسة المؤسسات الاجتماعية والسياسية. تنعكس العنصرية المؤسساتية في أوجه التفاوت في ما يتعلق بالثروة والدخل والعدالة الجنائية والعمالة والسكن والرعاية الصحية والسلطة السياسية والتعليم، إضافة إلى أوجه أخرى.

صاغ ستوكلي كارمايكل (الذي عُرف لاحقًا باسم كوامي توري) وتشارلز في. هاميلتون مصطلح «العنصرية المؤسساتية» واستخدماه لأول مرة في عام 1967 في كتابهما القوة السوداء: سياسات التحرير. كتب كارمايكل وهاميلتون أنه بينما من الممكن، في كثير من الأحيان، تحديد العنصرية الفردية بسبب طبيعتها العلنية، فإن العنصرية المؤسساتية تكون أقل إدراكًا بسبب طابعها «الأقل علنًا، والأكثر دهاءً». تنشأ العنصرية المؤسساتية عن «عمل قوى مؤسسية تحظى بالاحترام في المجتمع، وبالتالي فإنها تلقى إدانة علنية أقل بكثير من [العنصرية الفردية]». ومن الأمثلة على ذلك:
«عندما يقصف إرهابيون بيض كنيسة سوداء ويقتلون خمسة أطفال من السود، فإن هذا عمل من أعمال العنصرية الفردية، وهو عمل تدينه على نطاق واسع معظم شرائح المجتمع. ولكن عندما يموت في نفس المدينة- برمنغهام (ألاباما)- خمسمائة طفل أسود كل عام بسبب الافتقار إلى الغذاء الملائم والمأوى والمرافق الطبية، ويتعرض آلاف آخرون للتدمير والتشويه بدنيًا وعاطفيًا وفكريًا بسبب ظروف الفقر والتمييز في مجتمع السود، فإن ذلك يكون ناجمًا عن العنصرية المؤسساتية. وعندما تنتقل أسرة سوداء إلى منزل في حي أبيض وتُرشق بالحجارة أو تُحرق أو تُطرد، فإنها تقع ضحية عمل سافر من أعمال العنصرية الفردية التي يدينها معظم الناس. ولكن العنصرية المؤسساتية هي التي تبقي السود عالقين في مساكن الأحياء الفقيرة الخربة، معرضين للنهب اليومي من قِبل سادة الأحياء الفقيرة المستغلين والتجار وأصحاب القروض وسماسرة العقارات التمييزيين. فالمجتمع إما يتظاهر بأنه لا يعرف هذا الوضع الأخير، أو أنه في واقع الأمر غير قادر على القيام بأي شيء ذي مغزى في التعامل معه».
عرَّف السير وليام ماكفرسون العنصرية المؤسساتية في تقرير لورانس لعام 1999 (المملكة المتحدة) على أنها «الفشل الجماعي لمنظمة ما في تقديم خدمة ملائمة ومهنية للناس بسبب لونهم أو ثقافتهم أو أصلهم العرقي. ويمكن ملاحظة تلك العنصرية أو اكتشافها في عمليات ومواقف وسلوكيات ترقى إلى مستوى التمييز عن طريق التحامل والتجاهل وعدم الاكتراث والقوالب النمطية العنصرية التي تضر بأبناء الأقليات الإثنية».

## تصنيفات
عاد مفهوم العنصرية المؤسساتية إلى الظهور في الخطاب السياسي في أواخر ومنتصف تسعينيات القرن العشرين بعد توقف طويل، ولكنه ظل مفهومًا لايحظى بالقبول، وانتقدته مجموعات متعددة. العنصرية المؤسساتية هي التفاوت في الوصول إلى السلع والخدمات والفرص في المجتمع. عندما يصبح التفاوت في الوصول جزءًا لا يتجزأ من المؤسسات، يصبح ممارسة شائعة، ما يجعل من الصعب تداركه وتصحيحه. في نهاية المطاف، تهيمن هذه العنصرية على الهيئات العامة والشركات الخاصة والجامعات العامة والخاصة، وتؤكدها أفعال الممتثلين للأعراف والعادات والوافدين الجدد. ثمة صعوبة أخرى في الحد من العنصرية المؤسساتية تتمثل في عدم وجود مرتكب وحيد يمكن التعرف عليه بشكل حقيقي. عندما تُدمج العنصرية في المؤسسة، تظهر كعمل جماعي للأفراد.
يفترض البروفيسور جيمس إم. جونز ثلاثة أنواع رئيسية من العنصرية: العنصرية القائمة على الوساطة الشخصية، والعنصرية المبطنة، والعنصرية المؤسساتية. تشمل العنصرية القائمة على الوساطة الشخصية المواقف الاجتماعية المحددة المتحاملة في الأفعال المتحيزة على نحو عنصري (الافتراضات التفاضلية المتعصبة بشأن قدرات الآخرين ودوافعهم ونواياهم وفقًا لعنصرهم)، والتمييز (الأفعال والسلوكيات التفاضلية تجاه الآخرين وفقًا لعرقهم)، والصور النمطية، والتكليف، والإغفال (عدم الاحترام، والشك، والحط من القيمة، والتجريد من الإنسانية). العنصرية المبطنة هي قبول الأفراد الموصومين عنصريًا لتصورات سلبية عن قدراتهم وقيمتهم المتأصلة، التي تتسم بتدني تقدير الذات وتدني تقدير الآخرين مثلهم. يمكن أن تتجلى هذه العنصرية في اعتناق مفهوم «البياض» (كالتقسيم إلى طبقات بحسب لون البشرة في المجتمعات المحلية غير البيضاء)، والحط من قيمة الذات (مثل الافتراءات العنصرية، والألقاب، ورفض ثقافة الأسلاف، وما إلى ذلك)، والتنازل، والعجز، واليأس (مثل الانقطاع عن الدراسة، وعدم التصويت، والانخراط في ممارسات تنطوي على مخاطر صحية، وما إلى ذلك).
تغذي الصور النمطية السلبية المستمرة العنصرية المؤسساتية، وتؤثر على العلاقات بين الأشخاص. تسهم القوالب النمطية العنصرية في نشوء العزل العنصري السكني وفي نشوء ما يُعرف بالخط الأحمر، وتشكل وجهات النظر بشأن الجريمة وسياسة الجريمة، وسياسة الرفاهية، خاصة إذا كانت المعلومات السياقية متسقة مع القوالب النمطية.
تتميز العنصرية المؤسساتية عن التعصب العنصري بوجود سياسات نظامية مؤسساتية وممارسات وهياكل اقتصادية وسياسية تضع الأقليات العرقية والإثنية في وضع غير موات مقارنة بالأغلبية العرقية أو الإثنية للمؤسسة. من بين الأمثلة على هذا، الفارق ميزانية المدارس العامة في الولايات المتحدة (بما في ذلك الرسوم والسندات المحلية) ونوعية المعلمين، والتي ترتبط غالبًا بقيم الملكية: فمن المرجح أن يشكل «العرق الأبيض» غالبية سكان الأحياء الغنية، وأن يكون لديها معلمون أفضل ومزيد من المال للتعليم، حتى في المدارس العامة. أُدرجت أيضًا عقود السكن التقييدية وسياسات الإقراض المصرفي كأحد أشكال العنصرية المؤسساتية. من الأمثلة الأخرى التي توصف أحيانًا بالعنصرية المؤسساتية التنميط العنصري الذي يمارسه حراس الأمن والشرطة، واستخدام الصور الكاريكاتورية العنصرية النمطية، والتمثيل الناقص والتحريف لبعض المجموعات العرقية في وسائل الإعلام، والحواجز العرقية التي تحول دون الحصول على عمل بأجر وترقي مهني. بالإضافة إلى ذلك، فإنه يمكن تضمين التفاوت في الحصول على السلع والخدمات والفرص المتاحة في المجتمع في إطار مصطلح العنصرية المؤسساتية، مثل الشوارع والطرق غير المرصوفة، والحرمان الاجتماعي الاقتصادي المتوارث والاختبارات «المعيارية» (كل مجموعة إثنية مستعدة لها بطريقة مختلفة، والعديد منهن غير جاهزات على نحو جيد).
يميز بعض الباحثين الاجتماعيين بين العنصرية المؤسساتية و«العنصرية الهيكلية» (والتي تُسمى أحيانًا العنصرة). تركز العنصرية المؤسساتية على المعايير والممارسات داخل المؤسسة، وتركز العنصرية الهيكلية على التفاعلات بين المؤسسات، تلك التفاعلات التي تسفر عن نتائج عنصرية ضد الأشخاص غير البيض. من السمات الهامة للعنصرية الهيكلية أنه لا يمكن اختزالها في تحامل فردي أو في مهمة واحدة لمؤسسة ما.

## وصلات خارجية
- حين تصبح العنصرية مقدسة!